# Edolo Ghirelli
Edolo Ghirelli (ur. 27 czerwca 1992 roku) – włoski kierowca wyścigowy.

## Kariera

### Formuła Renault
Ghirelli rozpoczął karierę w jednomiejscowych samochodach wyścigowych w wieku 18 lat w 2010 roku we  Włoskiej Formule Renault. W ciągu ośmiu wyścigów zdobył 82 punkty, co mu dało 13 pozycję w klasyfikacji generalnej. W 2011 roku Włoch rozpoczął już starty w Europejskim Pucharze Formuły Renault 2.0 oraz w Alpejskiej Formule Renault. W obu tych seriach podpisał on kontrakt z włoską ekipą One Racing. W serii alpejskiej stanął raz na podium i uzbierał łącznie 106 punktów, co go sklasyfikowało na 14 lokacie, zaś w europejskim pucharze nie zdołał zdobyć punktów. Na sezon 2013 Ghirelli podpisał kontrakt z RC Formula na starty w Europejskim Pucharze Formuły Renault 2.0 oraz z Atech Reid GP na starty w Alpejskiej Formule Renault. W żadnej z serii nie zdobył jednak punktów.

## Statystyki
| Sezon | Seria                                 | Zespół        | Wyścigi | Zwycięstwa | PP | NO | Podium | Punkty | Pozycja |
| ----- | ------------------------------------- | ------------- | ------- | ---------- | -- | -- | ------ | ------ | ------- |
| 2010  | Włoska Formuła Renault                | One Racing    | 8       | 0          | 0  | 0  | 0      | 82     | 13      |
| 2010  | Włoska Formuła 3                      | BVM Racing    | 2       | 0          | 0  | 0  | 0      | 0      | NS      |
| 2011  | Europejski Puchar Formuły Renault 2.0 | One Racing    | 14      | 0          | 0  | 0  | 0      | 0      | NS      |
| 2011  | Alpejska Formuła Renault 2.0          | One Racing    | 10      | 0          | 0  | 0  | 1      | 106    | 14      |
| 2012  | Europejski Puchar Formuły Renault 2.0 | RC Formula    | 4       | 0          | 0  | 0  | 0      | 0      | NS      |
| 2012  | Alpejska Formuła Renault 2.0          | Atech Reid GP | 6       | 0          | 0  | 0  | 0      | 0      | NS      |